# П'єтрішу (Вилча)
П'єтрішу (рум. Pietrișu) — село у повіті Вилча в Румунії. Адміністративно підпорядковане місту Беїле-Оленешть.
Село розташоване на відстані 171 км на північний захід від Бухареста, 17 км на північний захід від Римніку-Вилчі, 104 км на північ від Крайови, 118 км на південний захід від Брашова.

## Населення
За даними перепису населення 2002 року у селі проживали 27 осіб, усі — румуни. Усі жителі села рідною мовою назвали румунську.